# U–854
Az U–854 tengeralattjárót a német haditengerészet rendelte a brémai AG Wessertől 1941. június 5-én. A hajót 1943. július 19-én vették hadrendbe. Egy próbaúton elsüllyedt.

## Pályafutása
Az U–854 egyetlen őrjáratot sem tett, egyik bejárató útján, február 4-én a Geranium kódnevű brit légi telepítésű aknamezőbe futott Swinemündétől északra, és elsüllyedt. Az 58 tagú legénységéből csak heten élték túl a robbanást.

## Kapitány
| Név          | Kezdőnap         | Zárónap          |
| ------------ | ---------------- | ---------------- |
| Horst Weiher | 1943. július 19. | 1944. február 4. |